# Bitto Albertini
Bitto Albertini, nascut Adalberto Albertini (Torí, 5 de setembre de 1923 – Zagarolo, 22 de febrer de 1999), va ser un director de fotografia, guionista i director de cinema italià. Ha utilitzat diversos altres àlies, entre ells Al Albert i Albert Thomas.

## Biografia
S'apropa al món del cinema durant la guerra, tant com a ajudant de càmera com a ajudant de direcció; va ser el responsable de la codirecció de fotografia per primera vegada a la pel·lícula La fiamma che non si spegne de Vittorio Cottafavi del 1949.
Va ser director de fotografia de diverses pel·lícules dels anys cinquanta i seixanta, per debutar com a director amb la pel·lícula Supercolpo da 7 miliardi el 1966.
El 1975 va dirigir Emanuelle nera, la pel·lícula que va llançar l'actriu indonèsia Laura Gemser. La seva carrera d'èxit posterior va significar que estava absent de Emanuelle nera nº 2, i Albertini, en canvi, va triar l'actriu Shulamith Lasri en el paper principal. El 1977 va estrenar Il mondo dei sensi di Emy Wong com a reaparició. La pel·lícula, protagonitzada per Chai Lee, mai va assolir la popularitat de la sèrie de Joe D'Amato. Les seves dues últimes pel·lícules van ser "Mondos de violents rituals ambientats a Àsia.
Va morir a Zagarolo el 22 de febrer de 1999.

## Filmografia

### Director
- Supercolpo da 7 miliardi (1966)
- 3 Supermen a Tokio (1968)
- Goldface - Il fantastico superman (1968)
- I diavoli della guerra (1969)
- Che fanno i nostri supermen tra le vergini della jungla? (1970)
- I vendicatori dell'Ave Maria (1970)
- L'uomo più velenoso del cobra (1971)[4]
- Il ritorno del gladiatore più forte del mondo (1971)
- Il santo patrono (1972)
- Metti lo diavolo tuo ne lo mio inferno (1972)
- Zambo - Il dominatore della foresta (1972)
- 4 caporali e ½ e un colonnello tutto d'un pezzo (1973)
- ...e continuavano a mettere lo diavolo ne lo inferno (1973)
- Crash! Che botte... Strippo strappo stroppio (1974)
- Emanuelle nera (1975)[5][6]
- Che botte ragazzi! (1975)
- Emanuelle nera nº 2 (1976)
- Il mondo dei sensi di Emy Wong (1977)
- 6000 km di paura (1978)
- Giochi erotici nella terza galassia (1981)
- Che casino... con Pierino (1982)[7]
- Nudo e crudele (1984)
- Mondo senza veli (1985)

### Guionista
- Turri il bandito, dirigida per Enzo Trapani (1950)
- Un amore senza fine, dirigida per Luis Knaut i Mario Terribile (1958)
- MMM 83 - Missione morte molo 83, dirigida per Sergio Bergonzelli (1966)
- La sfinge d'oro (1967)
- 3 Supermen contro il Padrino, dirigida per Italo Martinenghi (1979)
- 3 Supermen in Santo Domingo, dirigida per Italo Martinenghi (1986)

### Director de fotografia
- Se fossi deputato, dirigida per Giorgio Simonelli (1949)
- La cintura di castità, dirigida per Camillo Mastrocinque (1949)
- Lebbra bianca, dirigida per Enzo Trapani (1951)
- Piume al vento, dirigida per Ugo Amadoro (1951)
- Amore rosso - Marianna Sirca, dirigida per Aldo Vergano (1952)
- Il peccato di Anna (1952)
- L'eterna catena, dirigida per Anton Giulio Majano (1952)
- Una donna ha ucciso, dirigida per Vittorio Cottafavi (1952)
- Agenzia matrimoniale, dirigida per Giorgio Pàstina (1952)
- Una donna prega (1953)
- 10 canzoni d'amore da salvare (1953)
- La domenica della buona gente, dirigida per Anton Giulio Majano (1953)
- Acque amare, dirigida per Sergio Corbucci (1954)
- Baracca e burattini, dirigida per Sergio Corbucci (1954)
- Cento serenate (1954)
- Rigoletto e la sua tragedia, dirigida per Flavio Calzavara (1954)
- La canzone del cuore, dirigida per Carlo Campogalliani (1955)
- Ore 10: lezione di canto, dirigida per Marino Girolami (1955)
- Il cantante misterioso, dirigida per Marino Girolami (1955)
- Il mantello rosso, dirigida per Giuseppe Maria Scotese (1955)
- Incatenata dal destino, dirigida per Enzo Di Gianni (1956)
- Canzone proibita (1956)
- Il suo più grande amore (1956)
- Mamma sconosciuta, dirigida per Carlo Campogalliani (1956)
- Gioventù disperata, dirigida per Sergio Corbucci (1957)
- Le schiave di Cartagine, dirigida per Guido Brignone (1957)
- Il corsaro della mezzaluna, dirigida per Giuseppe Maria Scotese (1957)
- La chiamavan Capinera... (1957)
- L'amore nasce a Roma, dirigida per Mario Amendola (1958)
- Capitan Fuoco (1955)
- Un amore senza fine, dirigida per Mario Terribile (1958)
- Costa Azzurra, dirigida per Vittorio Sala (1959)
- Il terrore dei barbari, dirigida per Carlo Campogalliani (1959)
- La regina delle Amazzoni, dirigida per Vittorio Sala (1960)
- David e Golia (1960)
- L'ultimo zar (1960)
- Il ratto delle Sabine, dirigida per Richard Pottier (1961)
- Le sette sfide, dirigida per Primo Zeglio (1961)
- Che femmina... e che dollari!, dirigida per Giorgio Simonelli (1961)
- I fratelli corsi, dirigida per Anton Giulio Majano (1961)
- I sette gladiatori, dirigida per Pedro Lazaga (1962)
- Totò di notte n. 1, dirigida per Mario Amendola (1962)
- Mondo nudo, dirigida per Francesco De Feo 1963
- Tempesta su Ceylon (1963)
- Il segno di Zorro, dirigida per Mario Caiano (1963)
- L'invincibile cavaliere mascherato, dirigida per Umberto Lenzi (1963)
- Divorzio alla siciliana, dirigida per Enzo Di Gianni (1963)
- Sexy proibitissimo (1963)
- Il figlio di Cleopatra, dirigida per Ferdinando Baldi (1964)
- Sandokan contro il leopardo di Sarawak, dirigida per Luigi Capuano (1964)
- 002 agenti segretissimi, dirigida per Lucio Fulci (1964)
- I due evasi di Sing Sing, dirigida per Lucio Fulci (1964)
- Sandokan alla riscossa, dirigida per Luigi Capuano (1964)
- Le schiave esistono ancora, dirigida per Maleno Malenotti, Roberto Malenotti e Folco Quilici (1964)
- Intrigo a Los Angeles, dirigida per Romano Ferrara (1964)
- Sedotti e bidonati, dirigida per Giorgio Bianchi (1964)
- Agente segreto 777 - Operazione Mistero (1965)
- Uno straniero a Sacramento, dirigida per Sergio Bergonzelli (1965)

### Muntador
- Metti lo diavolo tuo ne lo mio inferno (1973)
- 3 Supermen in Santo Domingo, dirigida per Italo Martinenghi (1986)

### Actor
- 3 Supermen in Santo Domingo, dirigida per Italo Martinenghi (1986)

### Director de producció
- Supercolpo da 7 miliardi (1966)